# Маджента (город)
Мадже́нта (итал. Magenta) — коммуна в Италии, в провинции Милан области Ломбардия.
Население составляет 23 361 человек (2008 г.), плотность населения составляет 1071 чел./км². Занимает площадь 22 км². Почтовый индекс — 20013. Телефонный код — 02.
Покровителями города почитаются святые Мартин Турский, празднование 11 ноября, Рох, празднование 16 августа, и Власий Севастийский, празднование 3 февраля.

## Историческая справка
До прихода римлян в 222 г. до н. э. на месте Мадженты, по-видимому, существовало поселение инсубров. Современное название, очевидно, произошло от лат. castrum Maxentiae, что значит «лагерь Максенция». В 1398 г. миланский герцог Джангалеаццо Висконти отписал посёлок монахам Чертозы.
Всемирную известность посёлок получил после крупной битвы при Мадженте 1859 года, от неё получил название цвет маджента.

## Демография
Динамика населения:

## Города-побратимы
- Мажанта, Франция
- Сант'Анна-ди-Стаццема, Италия